# Cantonul Mennetou-sur-Cher
Cantonul Mennetou-sur-Cher este un canton din arondismentul Romorantin-Lanthenay, departamentul Loir-et-Cher, regiunea Centru, Franța.

## Comune
- La Chapelle-Montmartin
- Châtres-sur-Cher
- Langon
- Maray
- Mennetou-sur-Cher (reședință)
- Saint-Julien-sur-Cher
- Saint-Loup
- Villefranche-sur-Cher